# Verger capillatus
Verger capillatus är en nattsländeart som först beskrevs av Georg Ulmer 1906.  Verger capillatus ingår i släktet Verger och familjen husmasknattsländor. Inga underarter finns listade i Catalogue of Life.